# ColoRadio
ColoRadio est une radio associative allemande de Dresde.

## Programme
Le temps d'antenne de Coloradio est répartie entre quatre axes : "art et culture", "magazine", "musique" et "politique". Chaque rédaction agit de façon autonome. Il n'y a pas de rédacteurs en chef ou de directeur de la rédaction. Inspirée par l'autogestion, les programmes sont décidés lors d'une réunion mensuelle des animateurs et des auditeurs.

## Antenne
Du 8 juillet 1993 au 28 février 2007, ColoRadio émet quatre heures par semaine, le dimanche de 20 h à minuit, sur 100.2 MHz, une fréquence qu'elle partage avec Energy Sachsen. Après dix ans de procédure, elle obtient un temps d'antenne élargi à 49 heures.
Depuis mars 2007, ColoRadio émet du lundi au vendredi de 18 h à 23 h et le samedi et dimanche de midi à minuit sur les fréquences 98.4 MHz (émetteur de Gompitz, 50 watts) et 99.3 MHz (émetteur de Freital, 100 watts). Elle partage sa fréquence avec Apollo radio. La puissance d'émission est très faible, si bien que coloRadio est mal captée dans des régions de Dresde et de Freital.
Aussi la radio associative développe-t-elle son site Internet. Du 17 avril au 13 mai 2010, elle émet en direct sur son site.

### Source de la traduction
- (de) Cet article est partiellement ou en totalité issu de l’article de Wikipédia en allemand intitulé « coloRadio » (voir la liste des auteurs).